# El morocho del Abasto (La vida de Carlos Gardel)
 El morocho del Abasto (La vida de Carlos Gardel) es una película en blanco y negro de Argentina dirigida por Julio C. Rossi sobre su propio guion escrito sobre el libreto de radioteatro de Roberto Valenti y Nicolás Olivari que se estrenó el 22 de marzo de 1950 y que tuvo como protagonistas a Rolando Chaves, Tito Lusiardo, Pierina Dealessi, Analía Gadé, Laura Hidalgo y Diana Maggi.

## Sinopsis
Carlos Gardel, su surgimiento, su madre, sus amores, sus amigos.

## Reparto
- Rolando Chaves... Carlos Gardel
- Tito Lusiardo ... Miguelito
- Pierina Dealessi... Marie Berthe Gardes (madre de Carlos)
- Analía Gadé... Ana María
- Laura Hidalgo... Paraguayita
- Diana Maggi... Isabelita
- Ermete Meliante
- Alfonso Ferrari Amores
- Ángel Boffa
- Julio Bousquet
- Audón López …Cepillito
- Blanca Lagrotta
- Néstor Atilio Yoan …Extra

## Comentarios
Manrupe y Portela la consideran una humilde y correcta biografía de Gardel y la revista Set opinó::

”Es feliz esta primera aparición en el cine del cantor popular Rolando Chaves….El libro cinematográfico tiene varios momentos de toques emotivos, bien dirigidos a los más amplios sectores del público y una constante movilidad cómica.”

Quisiera que quede claro que Rolando Chaves fue el único actor argentino que no dobló a Carlos Gardel. Lo cantó.